# Faneuil Hall
Fanueil Hall es un edificio histórico ubicado cerca de la zona ribereña de la ciudad de Boston, Massachusetts en los Estados Unidos. El lugar ha sido un mercado y lugar de reuniones desde el año 1742. Fue el lugar donde Samuel Adams y James Otis, entre otros, dieron discursos alentando a la gente de Estados Unidos a independizarse del Reino Unido, y hoy en día es parte del Parque Nacional Histórico de Boston y es una parada bien conocida del Freedom Trail. En ocasiones, se le refiere como "la Cuna de la Libertad".
En 2008, Fanueil Hall fue el cuarto lugar más visitado en la lista de los 25 Lugares Históricos Más Populares de los Estados Unidos de Forbes Travel.

## Historia

### SigloXVIII
El Faneuil Hall original fue construido por el artista John Smibert entre 1740 y 1742 en el estilo de un mercado campesino inglés, con un piso abierto al nivel del suelo y un cuarto de asambleas en el nivel superior. El edificio fue financiado por el adinerado comerciante bostoniano, Peter Faneuil.
La veleta de grillo en la parte superior del edificio es un símbolo bien conocido de Boston. Se dice que el grillo fue usado como un shibboleth durante el periodo revolucionario. La gente preguntaba a supuestos espías que identifiquen el objeto en la punta del Faneuil Hall; si contestaban correctamente, entonces quedaban libres; si no, podían ser condenados como espías británicos.
El edificio se quemó en 1761 y fue reconstruido en 1762.

### SigloXIX

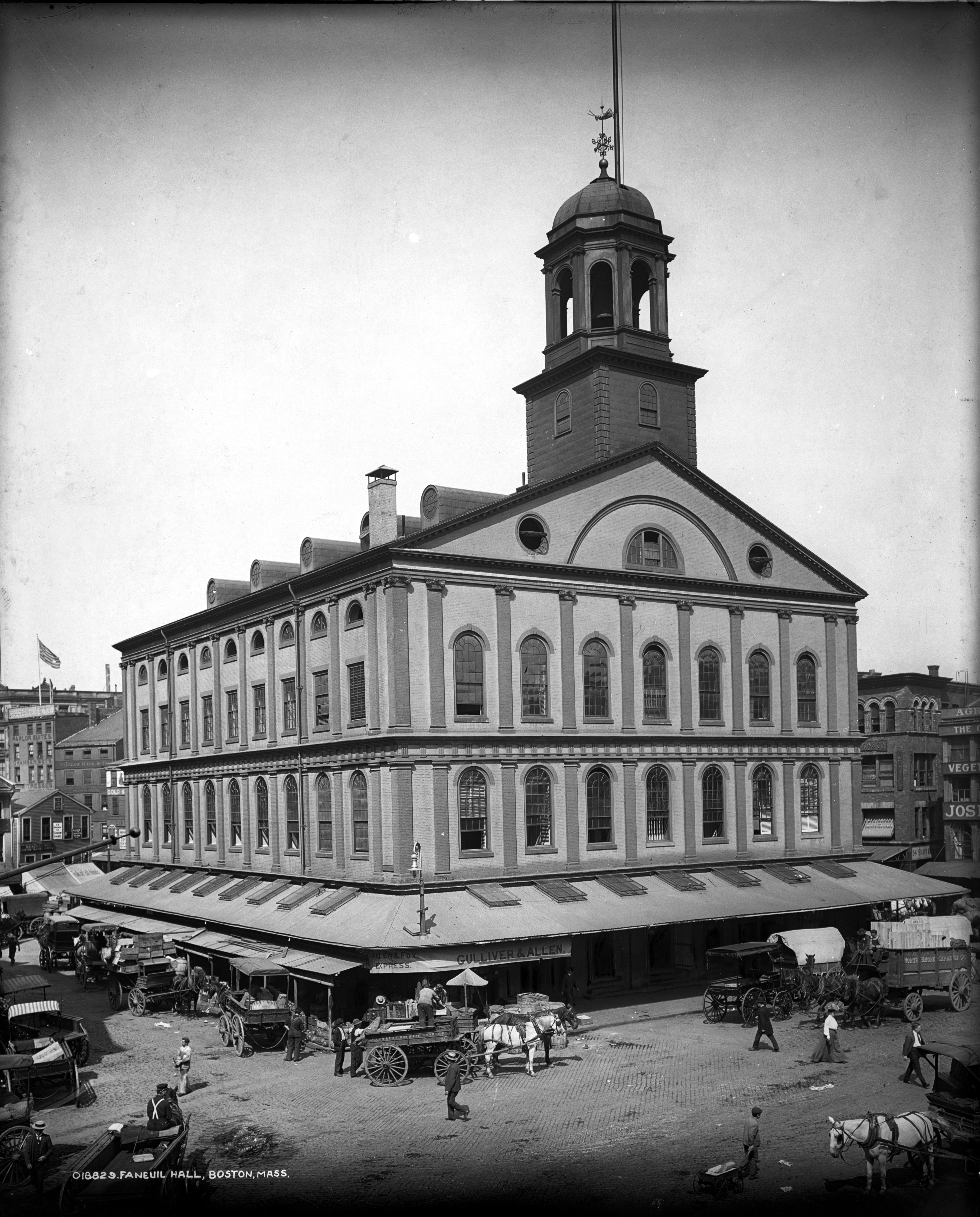
Fanueil Hall, foto tomada a entre 1890 y 1906.

En 1805 el Faneuil Hall fue expandido por Charles Bulfinch, duplicando su altura y ancho y añadiendo un tercer piso. Se agregaron cuatro nuevas ventanas en saliente, haciendo siete en total; las arcadas abiertas fueron cerradas, y la cúpula se movió al otro lado del edificio. Bulfinch añadió pilastras dóricas de ladrillo a los pisos inferiores, y pilastras iónicas en el tercer piso. Esta renovación añadió galerías alrededor del salón de reuniones y aumentó su altura. El edificio fue reconstruido completamente con materiales no combustilbes entre 1898 y 1899.

### Siglos 20 y 21
El 9 de octubre de 1960 el edificio fue nombrado como un Hito Histórico Nacional y añadido al Registro Nacional de Lugares Históricos años después. El piso de la planta baja fue alterado en 1979. El edificio fue restaurado una vez más en 1992.

#### Mercado Faneuil Hall
Faneuil Hall ahora es parte de un mercado festivo más grande, el Mercado Faneuil Hall, el cual incluye tres edificios largos de granito llamados Mercado Norte, Mercado Quincy y Mercado Sur, y que ahora funcionan como un mall al aire libre y cerrado y patio de comidas. Fue diseñado por Benjamin Thompson and Associates y es administrado por The Rouse Company; el éxito del lugar a finales de los años 1970 llevó al surgimiento de mercados similares en otras ciudades de los EE. UU.

## Usos del Faneuil Hall

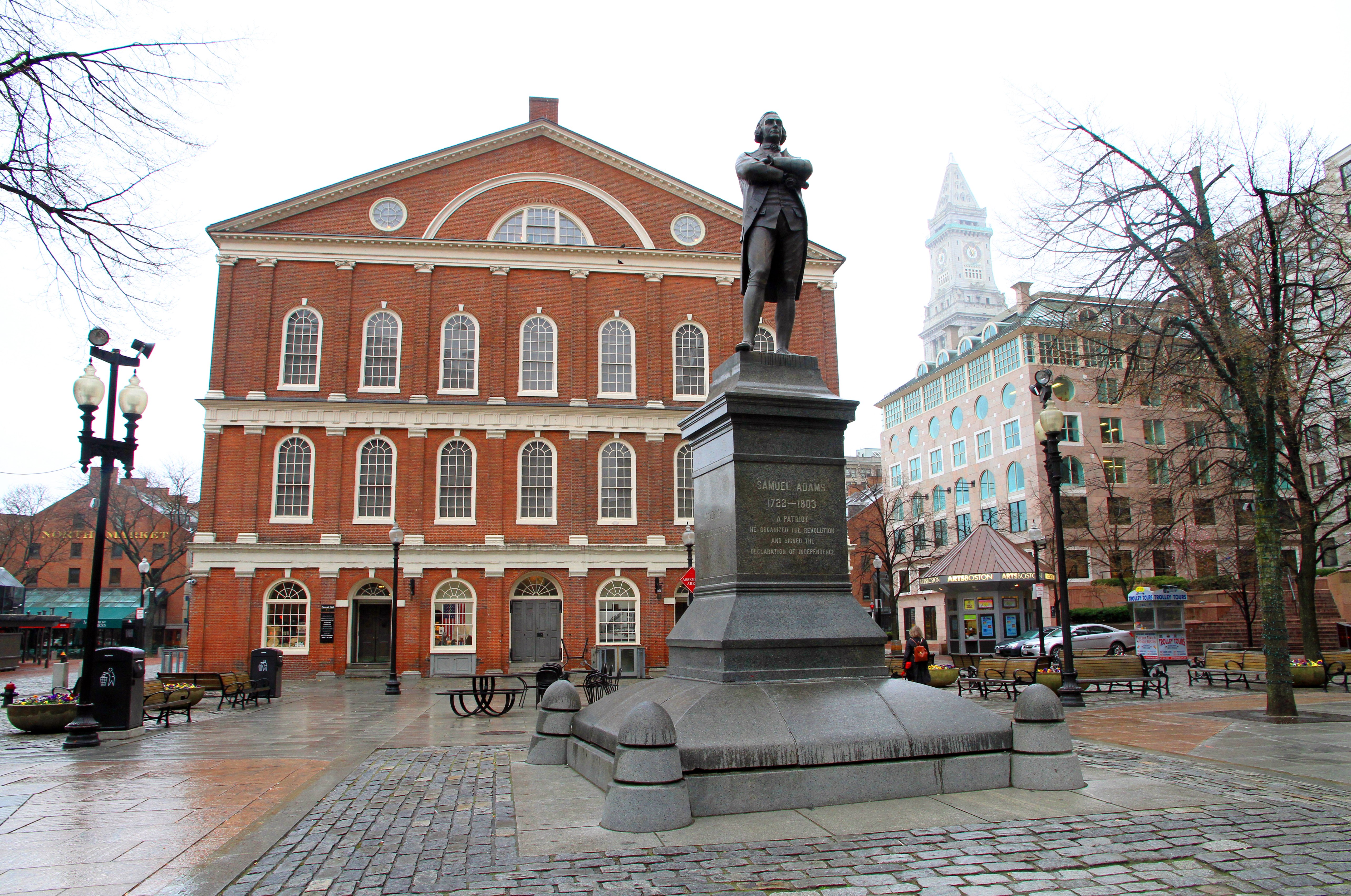
Samuel Adams y Faneuil Hall

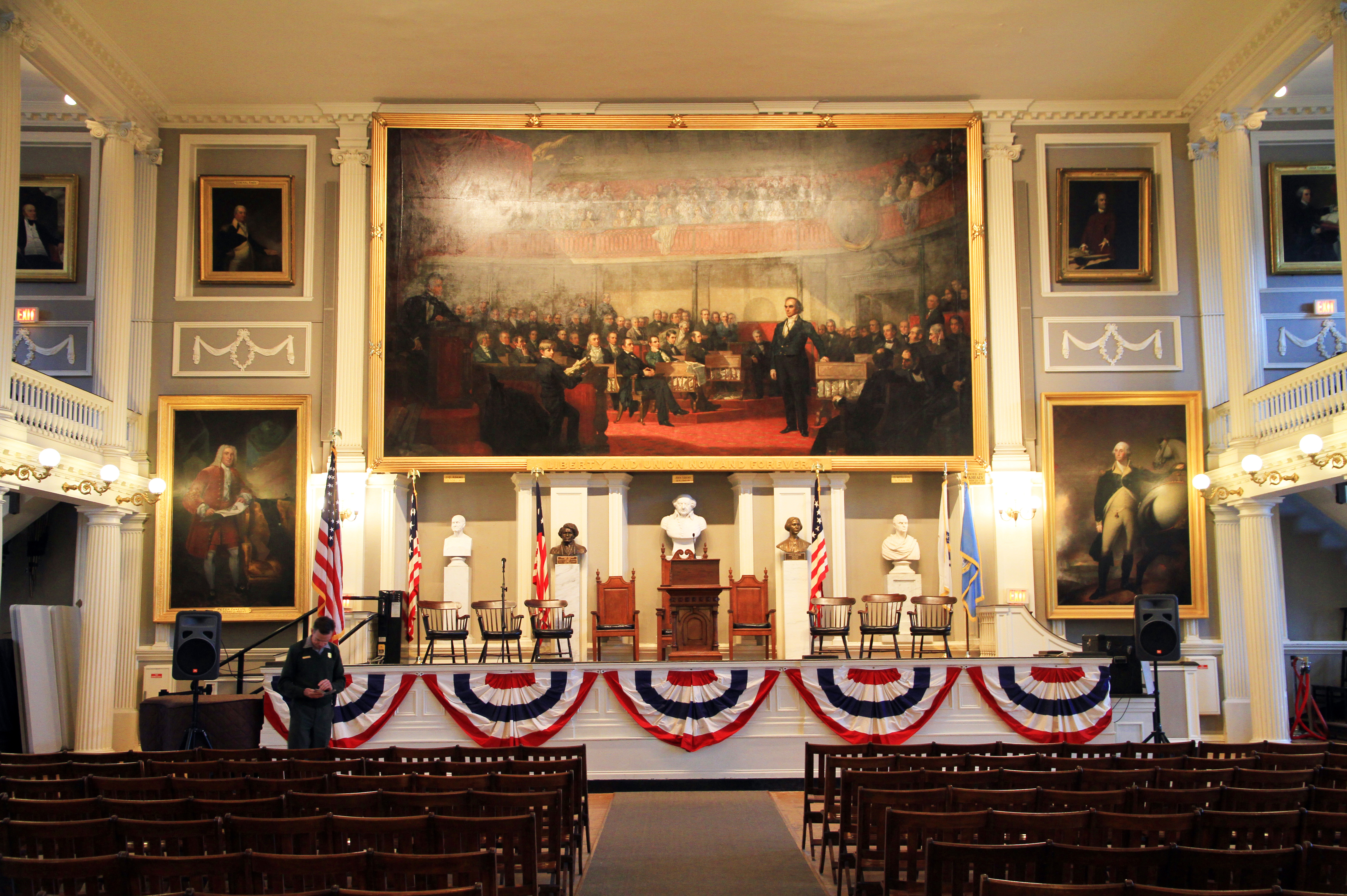
El Gran Hall

El 6 de noviembre de 1979, el Faneuil Hall fue el lugar donde el senador Edward M. Kennedy anunció su candidatura a la presidencia de los EE. UU. El 3 de noviembre de 2004 fue el lugar donde el senador John Kerry dio su discurso concediendo la derrota en las elecciones presidenciales de 2004.
El cuartel del Ancient and Honorable Artillery Company of Massachusetts ha estado en Faneuil Hall desde 1746, y actualmente está en el cuarto piso.
Faneuil Hall es la sede de la Orquesta Clásica de Boston, una orquesta profesional, que ha hecho presentaciones en su "Gran Salón" desde 1980.
También es utilizado para debates políticos entre candidatos de Massachusetts, al igual que para grabar programas de actualidad política, como The O'Reilly Factor.

## Nombre
Aunque Faneuil es un nombre francés, se lo anglicaniza con un sonido similar al de la palabra Daniel o panel en inglés. Existe evidencias de que se pronunciaba de forma diferente en la época colonial, como la palabra inglesa funnel. La tumba de Peter Faneuil está gravada con "P. Funel", aunque esa inscripción se añadió mucho después de su entierro (La piedra original solo tenía el escudo de la familia Faneuil, no su nombre).

## Elementos arquitectónicos

### Campana
La campana fue reparada en 2007 echando WD-40 sobre el badajo congelado en un periodo de una semana y amarrándole una cuerda. Antes de esta reparación, la última vez que la campana sonó con su badajo fue al final de la Segunda Guerra Mundial, en 1945, aunque se la ha hecho sonar varias veces después de esto al golpearla con un martillo.

### Veleta de grillo

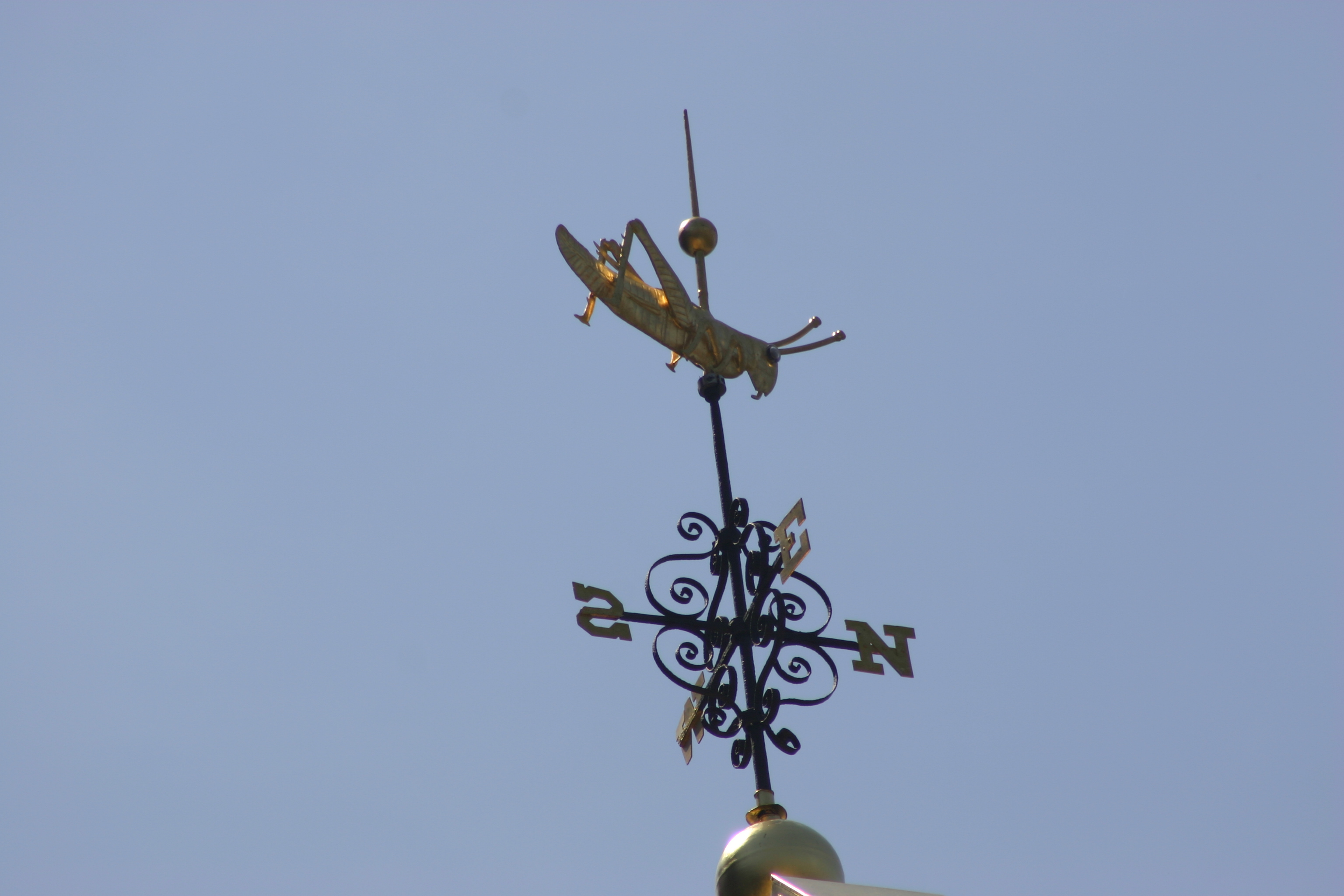
El grillo.

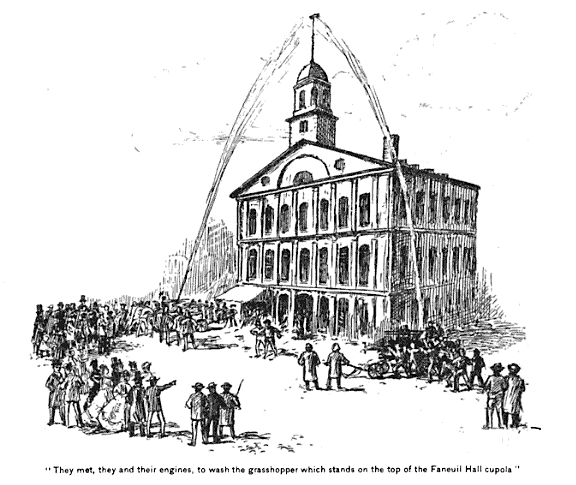
Bomberos echando agua a la veleta de grillo en el.

La veleta de grillo dorada en la parte superior del edificio fue creada por el Diácono Shem Drowne en 1742. Bañada en oro, la veleta de cobre pesa 80 libras y mide cuatro pies. Se cree que la veleta está modelada sobre la base de la veleta del London Royal Exchange, basada en el escudo familiar de Thomas Gresham.